# The Family
The Family är en låtskrivartrio bestående av Anton Hård af Segerstad, Joy Deb och Linnea Deb.
The Family har totalt över 430 miljoner streams på Spotify.
Låtskrivartrion har tävlat i Melodifestivalen flera gånger. År 2015 tävlade Måns Zelmerlöw med låten "Heroes" som är skriven av trion, låten vann Melodifestivalen och senare även hela Eurovision Song Contest.

## Diskografi
De har bland annat varit med och skrivit dessa låtar:
| Artist                   | Låt                    |
| ------------------------ | ---------------------- |
| Iggy Azalea feat. Anitta | Switch                 |
| Lisa Ajax                | I Don't Give A         |
| Loreen                   | Statements             |
| FO&O                     | Love like this         |
| Måns Zelmerlöw           | Heroes                 |
| JoJo                     | I am                   |
| Mariette                 | If I can love you      |
| Lisa Ajax                | My Heart Wants Me Dead |
| MiC LOWRY                | Oh Lord                |
| JoJo                     | Save my soul           |
| Måns Zelmerlöw           | Someday                |
| JoJo                     | Table for two          |
| Kim Cesarion             | Therapy                |
| Fifth Harmony            | Top Down               |
| Måns Zelmerlöw           | Unbreakable            |
| Ace Wilder               | Don't Worry            |
| Ace Wilder               | Busy Doin' Nothin'     |
| Robin Stjernberg         | You                    |
| Samir & Viktor           | Groupie                |
| Samir & Viktor           | Saxofuckingfon         |
| Samir & Viktor           | Success                |
| Margaret                 | Cool me down           |
| Anton Ewald              | Begging                |
| DaDa Life                | Feed the DaDa          |
| NAUSE                    | The world I know       |